# Theodoros Pallas
Theodoros Pallas (en griego: Θεόδωρος Πάλλας; Salónica, Grecia, 30 de noviembre de 1949–Atenas, Grecia, 9 de agosto de 2025) fue un futbolista griego que jugó en la posición de lateral izquierdo.

## Carrera

### Club
| Periodo   | Club             | Apariciones | Goles |
| --------- | ---------------- | ----------- | ----- |
| 1966–1980 | Aris Salónica FC | 368         | 30    |
| 1980–1982 | Olympiakos FC    | 40          | 0     |

### Selección nacional
Jugó para Grecia en 31 ocasiones de 1971 a 1978 sin anotar goles.

## Logros
- Alpha Ethniki (2): 1980/81, 1981/82
- Copa de Grecia (2): 1969/70, 1980/81
- Supercopa de Grecia (1): 1980